# Venginissery
Venginissery es una ciudad censal situada en el distrito de Thrissur en el estado de Kerala (India). Su población es de 5533 habitantes (2011). Se encuentra a 8 km de Thrissur y a 64 km de Cochín.

## Demografía
Según el censo de 2011 la población de Venginissery era de 5533 habitantes, de los cuales 2656 eran hombres y 2877 eran mujeres. Venginissery tiene una tasa media de alfabetización del 96,13%, superior a la media estatal del 94%: la alfabetización masculina es del 97,50%, y la alfabetización femenina del 94,88%.